# (7399) Somme
(7399) Somme est un astéroïde de la ceinture principale.

## Description
(7399) Somme est un astéroïde de la ceinture principale. Il fut découvert le 29 janvier 1987 à La Silla par Eric Walter Elst. Il présente une orbite caractérisée par un demi-grand axe de 2,28 UA, une excentricité de 0,20 et une inclinaison de 3,9° par rapport à l'écliptique.

## Compléments